# Lindera foveolata
Lindera foveolata är en lagerväxtart som beskrevs av Hsi Wen Li. Lindera foveolata ingår i släktet Lindera och familjen lagerväxter. Inga underarter finns listade i Catalogue of Life.